# Chionachne massii
Chionachne massii är en gräsart som beskrevs av Benedict Balansa. Chionachne massii ingår i släktet Chionachne och familjen gräs. Inga underarter finns listade i Catalogue of Life.